# Marbrada alpina
La marbrada alpina (Euchloe simplonia) és una espècie de lepidòpter papilionoïdeu de la família dels pièrids (Pieridae) present als Països Catalans.

## Distribució
Es troba a les regions muntanyoses d'Europa Occidental (França, Itàlia, Suïssa). També està citada a Espanya a la Serralada Cantàbrica i els Pirineus.

## Descripció i ecologia
És una papallona blanca amb taques negres al final de les ales anteriors i una màcula. El revers de les ales posteriors és de color verd fosc amb taques blanques.
Les seves plantes nutrícies són Sinapis, Isatis, Aethionema, Iberis i Biscutella.
Vola de l'abril a l'agost en una sola generació. Es troba en prats de flors de muntanya en general per sobre de 1500 metres.